# Chalinargues
Chalinargues – miejscowość i dawna gmina we Francji, w regionie Owernia-Rodan-Alpy, w departamencie Cantal. W 2013 roku jej populacja wynosiła 432 mieszkańców. 
W dniu 1 grudnia 2016 roku z połączenia pięciu ówczesnych gmin – Celles, Chalinargues, Chavagnac, Neussargues-Moissac oraz Sainte-Anastasie – utworzono nową gminę Neussargues en Pinatelle. Siedzibą gminy została miejscowość Neussargues-Moissac. 